# Calle Cantarranas (Bilbao)
La  Calle Cantarranas es una calle ubicada en el barrio de Bilbao La Vieja, en el municipio de Bilbao, territorio histórico de Vizcaya.

## Ubicación
La calle empieza en la Plaza Tres Pilares y termina en la calle Urazurrutia por decreto de Alcaldía del 26 de diciembre del 2000. Hasta entonces empezaba en la calle Bilbao La Vieja, donde está situado el portal número 1, y terminaba en la calle Iturburu. El barrio de Bilbao La Vieja pertenece al distrito de Ibaiondo (distrito 5).

## Contexto geográfico

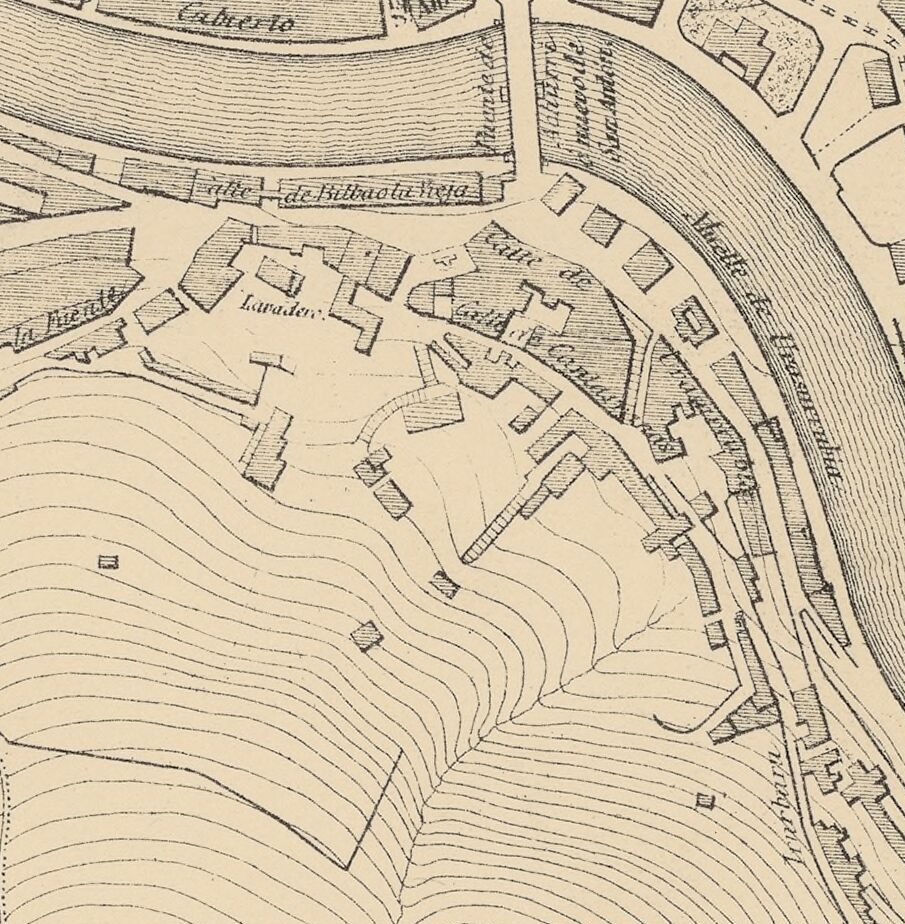
Bilbao La Vieja en 1889

La calle ha sido históricamente un punto fronterizo entre el arrabal bilbaíno de Allende La Puente, más conocido como Bilbao La Vieja, y la Anteiglesia de Abando, además de ejercer de límite con el monte y coto minero de Miribilla. El urbanismo de la zona desde la época medieval se caracterizó por la construcción improvisada y la falta de planificación urbana, con calles estrechas, curvas pronunciadas y grandes desniveles. Ya en 1856 se expropió un edificio para mejorar la alineación de la calle, método este cuyo uso se repite a lo largo de los años. Las actuaciones municipales son normalmente de simple mantenimiento, como el empedrado efectuado en 1861.

## Historia

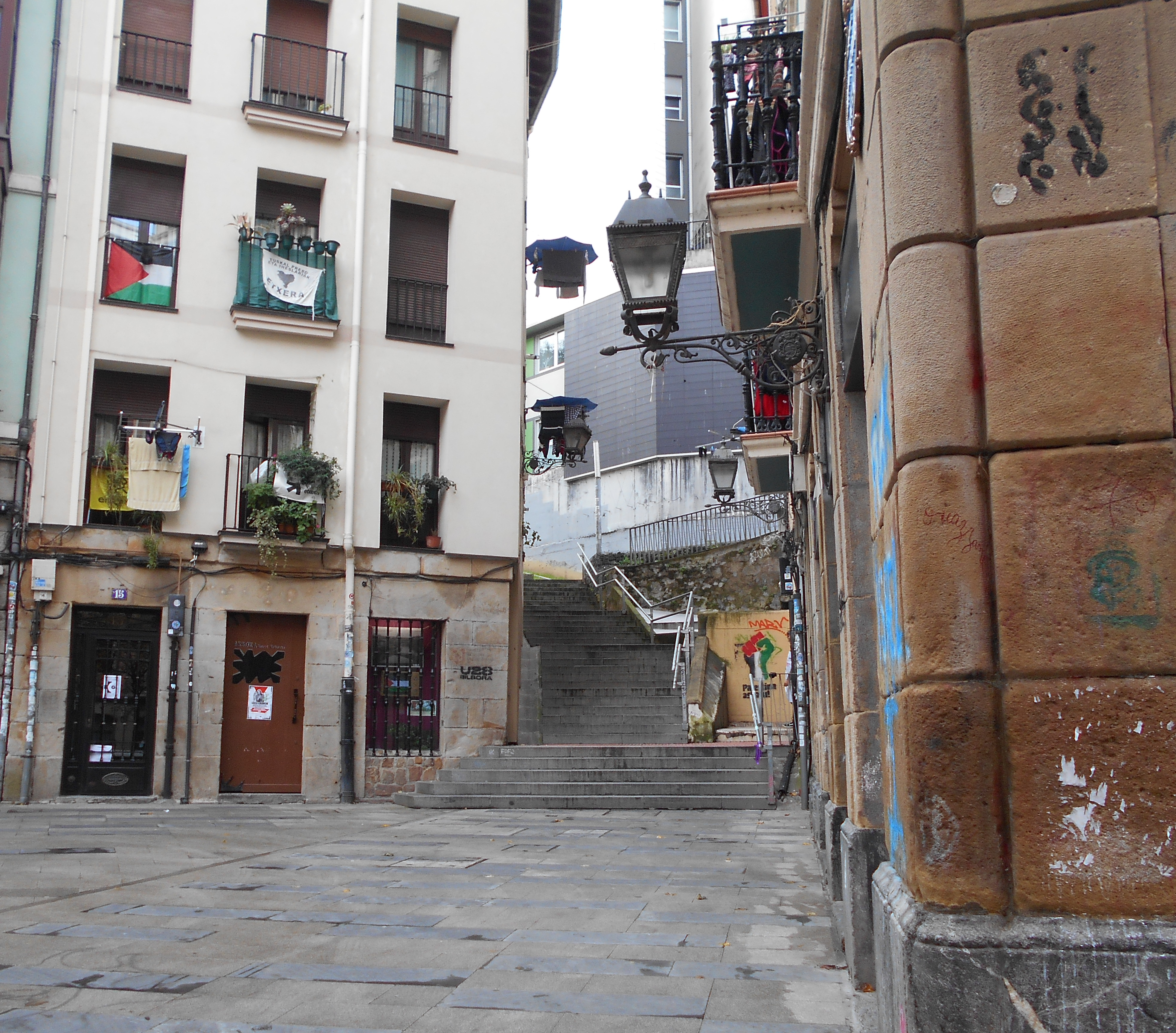
Escaleras al portal nº 2 de Cantarranas

La calle tiene este nombre oficialmente desde 1933. En los nomenclátores de 1899-1901 a 1925 el nombre era Cantarrana, sin s. El nombre de la calle es un topónimo no eusquérico, extendido por toda la península ibérica, y algunas fuentes apuntan a un origen prerromano del término que no tendría que ver con el hábitat de las ranasni con la existencia de humedales, tal y como se le atribuye habitualmente.

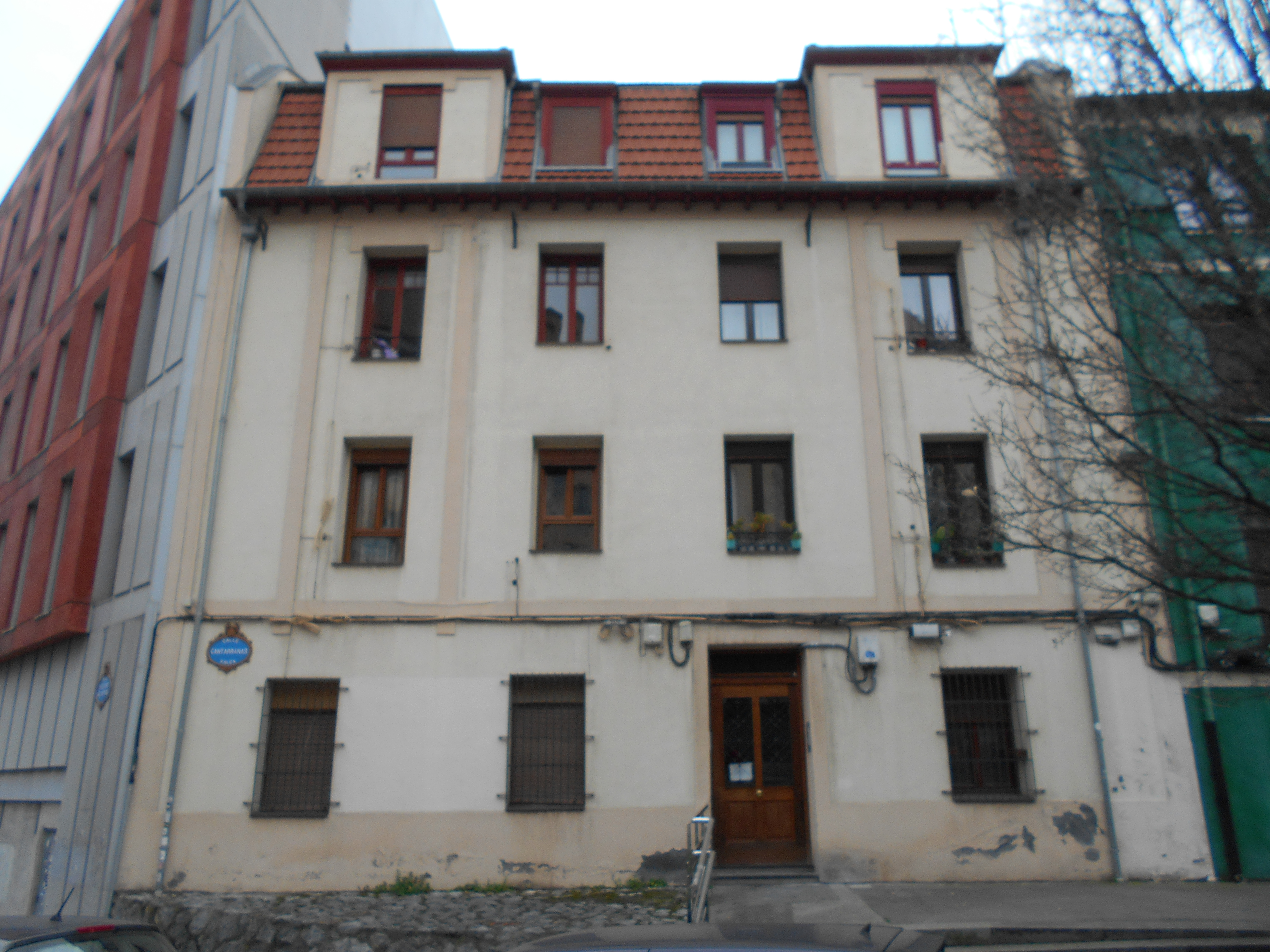
Portal número 3

En el último cuarto del siglo XIX la calle albergaba a un gran número de vecinos, de extracción casi exclusivamente obrera, que habitaban en viviendas viejas, destartaladas y con problemas de salubridad. Las licencias de construcción que se concedían en esta época eran mayormente para reedificaciones, y solo en casos contados lo eran para construcciones de nueva planta. Las noticias que nos hablan de las viviendas de la calle suelen tener que ver con accidentes e incendios, lo que da fe del mal estado de dichas viviendas en esos años. El promotor local Saralegui propuso en 1880 construir un grupo de viviendas para obreros en Cantarranas, pero poniendo como condición la exención de presentar planos y pagar permisos de edificación, pretensión que fue desestimada por el ayuntamiento. En 1881 el ayuntamiento expropió al propio Saralegui un pequeño trozo de un terreno para mejorar la alineación de la calle. En 1884, y aprovechando otros proyectos de reedificación, se repitieron expropiaciones para mejorar la alineación con un proyecto de Ingeniero Ernesto Hoffmeyer que continuó en 1891.

### Galletas Artiach

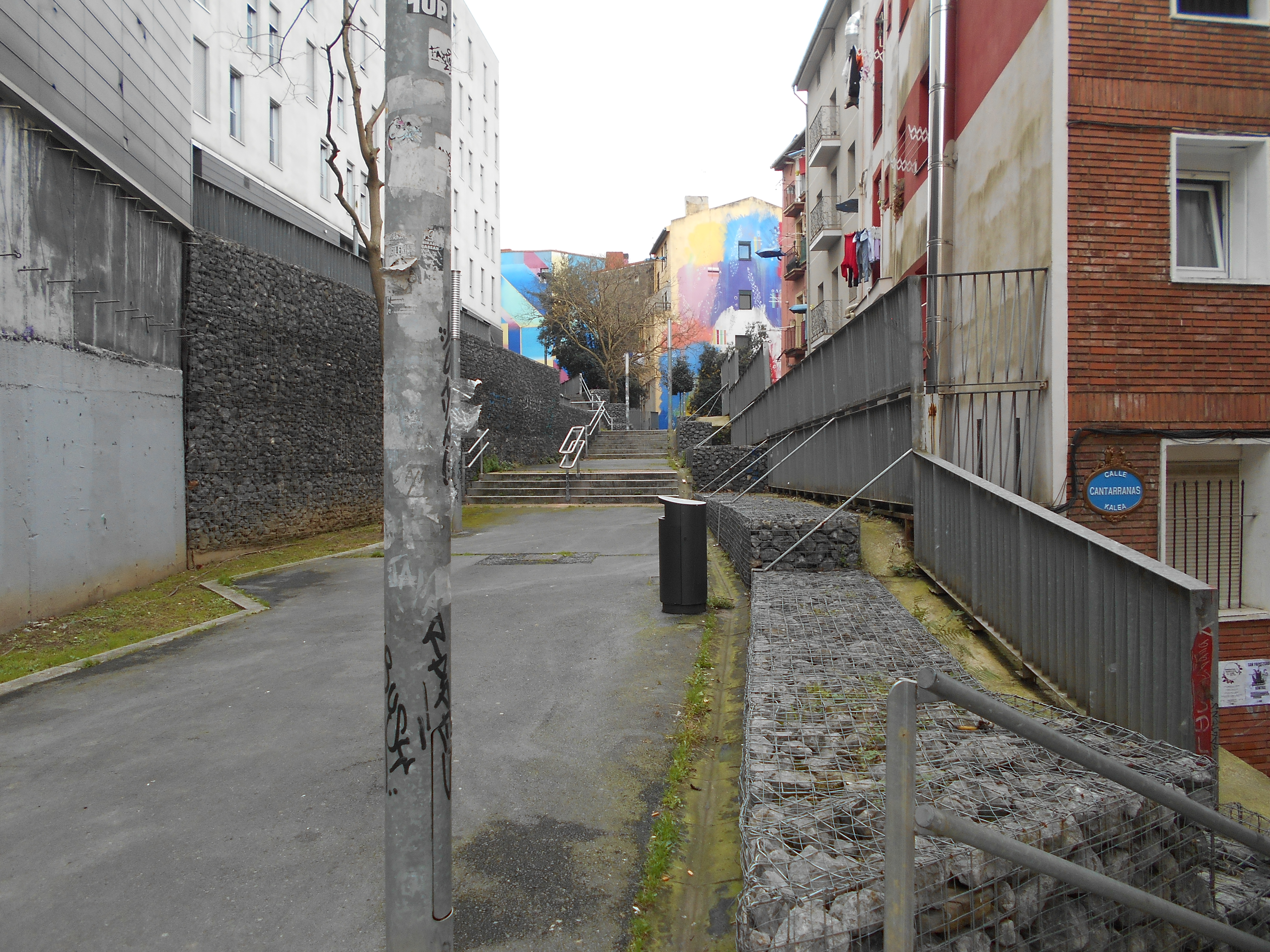
Cantarranas en dirección a la plaza Tres Pilares

En 1908 la sociedad Isasa y Artiach se trasladó desde su pequeño obrador de la calle García Salazar a la antigua panadería La Carmen, un local en la manzana que ocupaban los números 3,5,7, y 9 de la calle Cantarranas y los números 20 y 22 de la calle Urazurrutia. Allí abrieron un negocio con el nombre de La Vasconia. Fábrica de galletas y bizcochos de G. de Artiach. Este fue el comienzo de la conocida empresa Galletas Artiach. El obrador se equipó con potente maquinaria moderna, lo que generó problemas en el vecindario por el ruido. El obrador era capaz de producir 800 kg de galletas en 10 horas de trabajo.
En 1917 se desencadenó en el obrador un conflicto laboral, que duró desde el 22 de junio al 9 de julio, originado por la agresión de un maestro de taller a una empaquetadora, María Díaz, conflicto en el que intervino el concejal Facundo Perezagua. El conflicto tuvo también otras reivindicaciones: una jornada de 8 horas ( se consiguieron 9); aumento salarial de 1 peseta (se consiguió 0,50); readmisión de los despedidos por la huelga y que el no trabajar los días de fiesta no fuese causa de despido. En 1920 un incendio destruyó el obrador, tras lo cual la fábrica se trasladó a una nueva ubicación en la ribera de Deusto y el solar lo ocupó El Cinema Pax.

### Cinema Pax
El Cinema Pax fue un cine de vida muy corta. Su propietario, Blas de Otero y Murueta encargó el proyecto al arquitecto Manuel Ignacio Galíndez Zabala y la construcción comenzó en junio de 1923, siendo inaugurado el 2 de mayo de 1924. La programación era habitualmente de una película-base, una cómica y un documental. El Pax se sumó al fenómeno de las varietés, ofreciendo espectáculos y separando los números escénicos con películas cortas. En abril de 1925, el local fue adquirido por Dionisio Fernández Robledo quien lo cerró a finales de mayo de 1925. Derribado en 1928, en su solar se construyeron viviendas.

### Personajes
En esta calle vivió María Francisca Jalón, cantante callejera invidente conocida como La chonta ciega, que contribuyó en gran medida a ampliar el cancionero bilbaíno de la época.

## SigloXXI
La construcción del nuevo barrio de Miribilla en los terrenos de las antiguas minas supuso la eliminación de toda la línea derecha de la calle, que lindaba con los terrenos de la mina San Luis, la cual fue clausurada a mediados de la década de 1970. El último paso de la nueva urbanización de la zona de Bilbao La Vieja fue la demolición de doce edificios ubicados en las calles Iturburu y Cantarranas en 2006 para permitir la conexión directa del nuevo barrio, y especialmente el Palacio de Deportes Bilbao Arena, con el Casco Viejo por medio de la nueva calle. Con estas demoliciones desapareció completamente la calle San Esteban, un callejón sin salida que se encontraba dentro de la calle y que según el callejero municipal existía como tal desde 1899, y la propia Cantarranas quedó reducida a solo dos de sus portales históricos, el 2 y el 3, que quedaron, además, separados por la vía de tres carriles que es la actual calle de Don Claudio Gallastegui.